# Joaquim Torres i García
Joaquim Torres i García (Montevideo, 1874 – 1949) –conegut com a Joaquim Torras, Quim Torras, Joaquín Torres García en castellà o Joaquim Torres-García– va ser un pintor i escultor muralista, novel·lista, escriptor, professor i teòric uruguaianocatalà que va passar la major part de la seva vida adulta a Espanya i França.
«Artista uruguaià-català, no només pel fet de ser el fill d'un mataroní sinó perquè va viure a Catalunya des de l'edat de disset anys fins que en va tenir quaranta-sis, va adquirir de la terra del seu pare la seva forta formació artística i hi va dedicar una part important de la seva obra. Va ser una de les personalitats més notables del moviment artístic de la primera meitat del segle.»
Va començar a pintar a la darreria del segle xix a la Barcelona modernista, i aviat es va convertir en un dels pintors més representatius del noucentisme, l'ambiciós projecte cívic i cultural que aspirava a transformar, tot modernitzant-la, la Catalunya dels primers decennis del segle xx, i a convertir-la en portaveu de la tradició cultural mediterrània. Va estar casat amb Manolita Piña de Rubies, xilògrafa i pintora catalana.
És conegut per la seva col·laboració amb Gaudí el 1903 als vitralls de la Catedral de Palma i a la Sagrada Família.
El 1913 va pintar els famosos frescos monumentals a la seu renaixentista del Palau de la Generalitat del govern català.
Com a teòric, va escriure més de 100 articles, llibres i assajos en català, francès i espanyol, i va pronunciar més de 500 conferències. Mestre infatigable, va fundar dues escoles d'art, l'una a Barcelona i l'altra a Montevideo, i nombrosos grups d'art, incloent-hi el primer grup europeu d'art abstracte i la revista Cercle et Carré ('cercle i quadrat') a París el 1929. Molts artistes l'han qualificat de mestre, entre els quals Joan Miró, Jean Hélion, Pere Daura o Engel Rozier.

## Biografia
Joaquim Torres i García va néixer el 28 de juliol de 1874 a Montevideo (Uruguai), fill d'un ciutadà català –Joaquim Torras i Fradera– i de María García, filla de pare espanyol de les illes Canàries i de mare uruguaiana. Es traslladà a Barcelona, on estudià pintura a la Llotja i a l'Acadèmia de Belles Arts. Més tard, es dedicà a la il·lustració de llibres i revistes, sense deixar mai la pintura.

### Catalunya

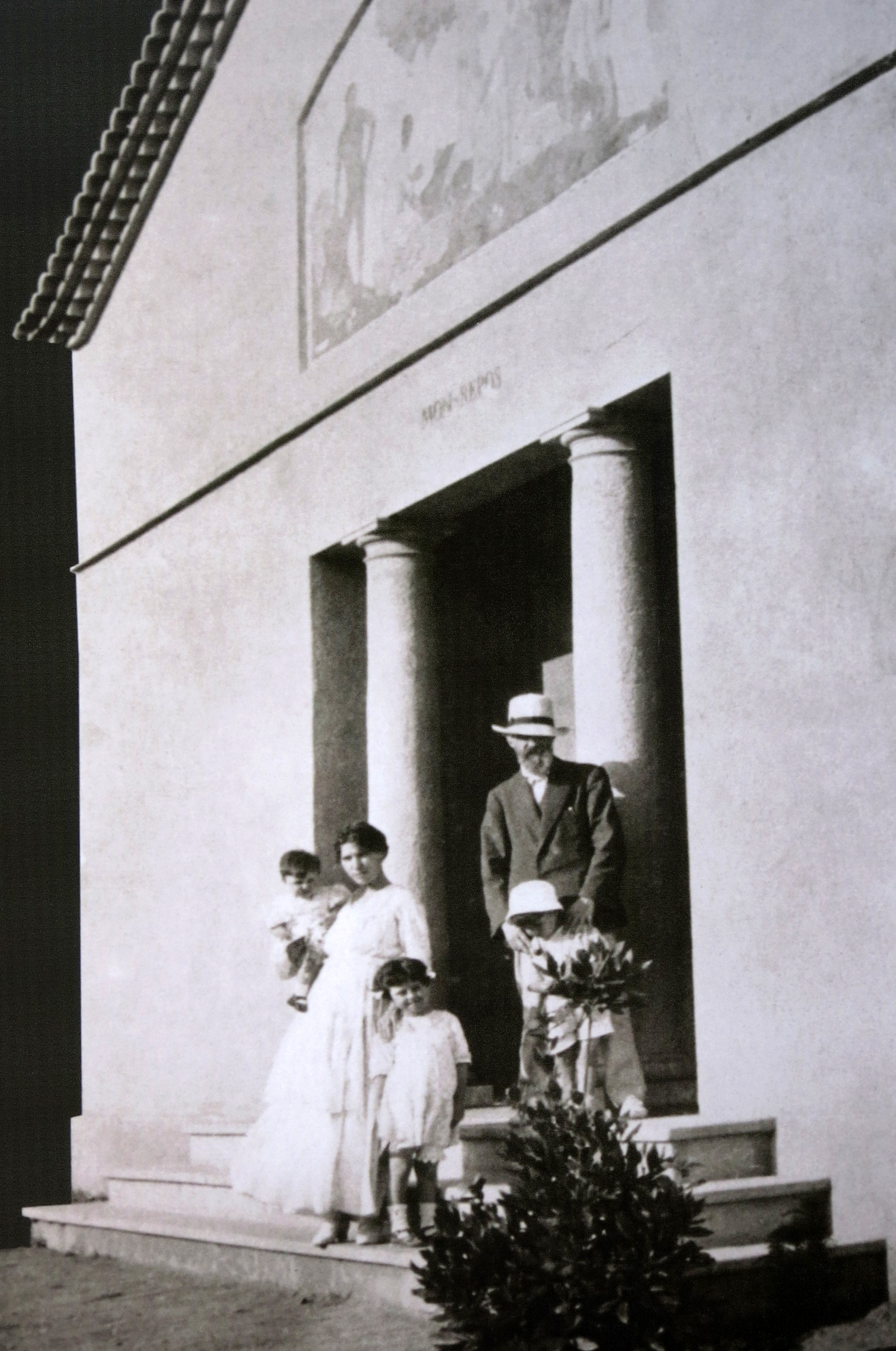
Joaquim Torres García posant amb la seva dona, Manolita Piña, i els seus fills, davant la residència terrassenca de Mon Repòs, el 1916, en una fotografia exposada al Centre Cultural Terrassa

La llarga etapa catalana de l'artista comença amb la seva arribada de Montevideo el 1891, amb 16 anys, i acaba amb la seva marxa el 1920, ja amb 46 anys. Aquest període abasta la seva formació i els seus primers 30 anys d'activitat com a artista, en els quals se succeeixen les etapes modernista i noucentista, per decantar-se finalment per les tendències avantguardistes en voga en aquell moment a Europa.
Entre 1904 i 1906, començà els assaigs de pintura mural al fresc a la capella del Santíssim de Sant Agustí de Barcelona. El 1909 contrau matrimoni amb Manolita Piña i Rubies (1883-1994), amb qui serà pare de quatre fills (Olimpia, Augusto, Ifigenia i Horacio), tres dels quals nascuts a Catalunya i el quart a Itàlia.
El 1910 decorà el pavelló de l'Uruguai de l'Exposició Internacional de Brussel·les. El 1913 començà a pintar els plafons de la sala dels Passos Perduts del Palau de la Generalitat de Catalunya, per voluntat expressa del president Enric Prat de la Riba, frescos –inacabats per desavinences de l'artista amb el successor de Prat, Puig i Cadafalch– que són el conjunt més consistent del Noucentisme pictòric. Amb altres artistes, fundà el Col·legi Mont d'Or de pedagogia artística. Escrigué el seu primer llibre teòric, Notes sobre art, el 1913, que fou seguit per Diàlegs (1915) i L'art en relació amb l'home etern i l'home que passa (1919).
Notes sobre art s'imprimeix a la Impremta Masó, fundada per Rafael Masó i Pagès, amb un tiratge limitat de 300 exemplars amb gravats xilogràfics de Torres i Manolita Piña. El volum recull la seva teoria de l'art, la relació amb la natura i la seva aplicació a l'ensenyament artístic. El 1917 també es publica Descubrimiento de si mismo amb un enquadernament precís que, tal com s'exposa en el catàleg "Treballem per l'art". La Impremta Masó de Girona (1889-1992), marca un "canvi en la producció de Torres-Garcia, des del Noucentisme d'arrels clàssiques cap a un a nova etapa més atenta a la realitat ciutadana".
Va patrocinar el jove Salvat-Papasseit, amb qui col·laborà aportant il·lustracions de paisatges urbans barcelonins al seu llibre Poemes en ondes hertzianes, publicat el 1919. Aquell mateix any exposà unes discutides pintures i uns dibuixos cubistes i futuristes a la Galeria Dalmau.

### Nova York
El 1920 va anar a Nova York, on hi residí fins al 1922. El seu desig era experimentar la vida d'una ciutat moderna. Junt amb Albert Gleizes, Francis Picabia i Marcel Duchamp, fou dels pocs artistes d'avantguarda que viatja a Nova York en la segona dècada. Àvids per representants d'Europa, els artistes, poetes, músics, fotògrafs, directors de cine li obren les portes de bat a bat. Els col·leccionistes d'art modern admiraran i/o compraran les seves obres. Admirats per les seves didàctiques Joguines d'Art (joguines/escultura transformables), intervenen en la seva fabricació massiva.
La seva pintura realça la vertical -el més alt gratacel del moment-. En el temàtic/simbòlic sintetitza l'atmosfera en constant moviment, el maquinisme, el subterrani, els ascensors Otis, la producció en sèrie. La descomposició de l'objecte iniciada a Barcelona evoluciona en creacions com els seus “carnets o sketchbooks”, que inclouen lletres i números segons el mètode stencil, així com la pintura Avui, actualment propietat de l'IVAM. Relacionen a Torres amb el més prominent del Dadà. La seva llavor queda sembrada i donarà fruit en el posterior Pop Art dels cinquanta i l'expressionisme abstracte americà posterior a la Segona Guerra Mundial. A pesar del gran èxit que va tenir Torres a Nova York, acaba trobant a faltar Europa. “…el medi anglosaxó no és el meu medi (…) la nostàlgia treballa. Per fi torno a Europa…”- va escriure.

### Itàlia i França
Passà una temporada a Itàlia (per la Toscana, Fiesole i Liorna), però el discret rendiment del negoci de fabricació de joguines i la incomoditat pels avanços dels Camises Negres que desembocaran en les falanges de Mussolini a Itàlia porten l'artista a buscar tranquil·litat a França. S'estableix a Vilafranca de Mar. El 1926 s'instal·là a París, tot realitzant una remarcable tasca d'aglutinador d'artistes d'avantguarda, organitzant l'exhibició de l'obra de pintors refusats pel Salon d'Automne de 1926 i del grup abstracte Cercle et Carré, amb Mondrian, Kandinski i Arp, entre d'altres. Ja a París, es converteix en un dels pioners de l'abstracció geomètrica, juntament amb artistes com ara Mondrian, Van Doesburg i Hélion.
A París prossegueix el seu discurs de la figura; el cànon s'abstrau interrogant el clàssic i el prehistòric. Dibuixa en formats petits –quasi miniatures- preliminars als Objets Plastiques, nom genèric donat a les seves obres en fusta. Sintetitza els tres components platònics de l'art: el temàtic/simbòlic, el pràctic i l'universal. Torres-García difon a Barcelona l'art modern de París. Escriu a La Veu de Catalunya (1929) una sèrie d'assajos sobre els seus col·legues Braque, Arp, Ozenfant, etc. Organitza junt amb el seu amic Josep Dalmau -Galeria Dalmau- una exposició neoplàstica/constructiva: Exposició d'Art Modern Nacional i Estranger, considerada com a “formidable transformació ideològica, tan gran com la del Renaixement”. Coincideix amb el Pavelló de Barcelona de Mies van Der Rohe de 1929.

### Madrid
El 1932 retorna a Espanya i s'estableix a Madrid. Luis de Zulueta, amic de joventut, ministre d'Estat del primer govern de la Segona República espanyola, li havia manifestat “…necessitem hòmens com vosté…”. Allà va fer conferències i exposicions i va ser nomenat president honorari de l'Associació d'Estudiants d'Arts i Oficis de Màlaga. Va ser freqüentat per intel·lectuals, artistes, crítics d'art i escriptors vinculats als moviments avantguardistes. Entre ells, Guillermo de Torre -marit de Norah Borges, germana de l'escriptor argentí Jorge Luis Borges; l'escultor Àngel Ferrant; l'escriptor, poeta i crític Manuel Abril, Federico García Lorca, Ramón Gómez de la Serna, i l'escriptor i filòsof José Ortega y Gasset, entre d'altres. A Madrid va crear un nou moviment, el Grup Art Constructiu i inicia un curs que anomena Art Constructiu. L'obra mestra Composició còsmica amb home abstracte (1933) representa el moment.
Les eleccions governamentals (11/1933) modificaran les tendències polítiques en el segon govern de la Segona República. Múltiples vagues, alçaments populars, desembocaran en la Insurrecció de desembre de 1933, la Revolució de 1934 i la Guerra Civil espanyola de 1936. Als seus seixanta anys, pressionat per la situació política i econòmica, comença a reflexionar sobre la possibilitat d'emigrar. Integrarà el contingent d'artistes que en el seu èxode des d'Europa van fugir de règims totalitaris. Cap a Mèxic i els Estats Units es van dirigir amics i col·legues com Mondrian, Gropius, Mies van der Rohe, Hélion, Xceron, Lipchitz, etc. Torres García, que havia residit a Nova York al començament de la dècada dels vint, considera Mèxic. Finalment, per primera vegada des de la seva marxa sent un adolescent quasi cinquanta anys abans, decideix tornar a Montevideo, on, juntament amb Buenos Aires, es dirigien escapant de la Guerra Civil molts exiliats catalans i espanyols, i on l'artista vivia en aquell precís moment.

### Montevideo

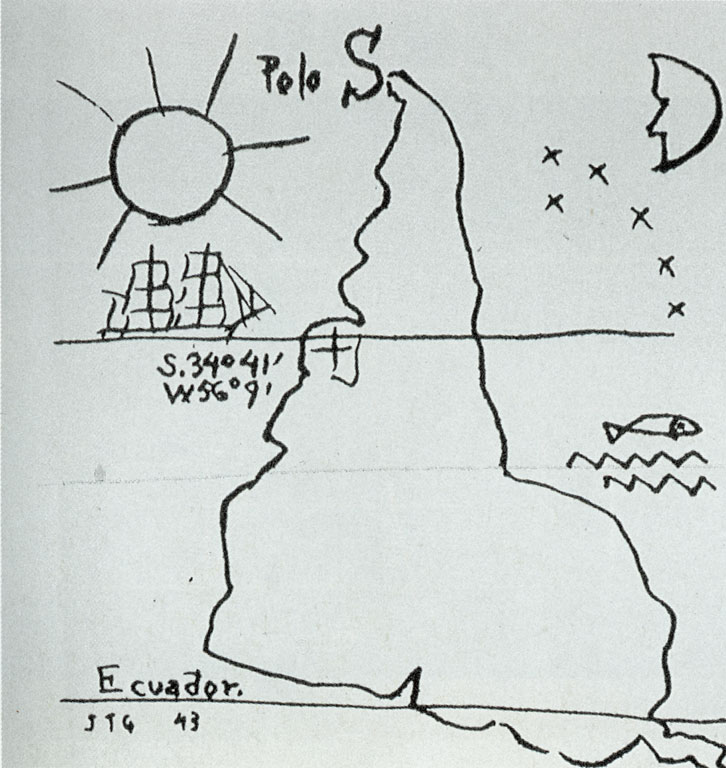
Mapa d'Amèrica del Sud on s'assenyala la situació geogràfica de l'Uruguai, el país natal de Torres-García; fou publicat el 1943 pel mateix autor, amb el nom d'América invertida

Després d'haver viscut a Barcelona (1891-1920), Nova York (1920-1922), Florència (1922-1924), París (1924-1932) i Madrid (1932-1934), Torres-Garcia decideix tornar finalment a Montevideo, la seva ciutat natal, amb tota la seva família i des d'on contribuirà a irradiar les idees de la modernitat a tot el continent sud-americà.
Torres-García arriba a Montevideo amb seixanta anys, essent considerat un dels grans mestres del Moviment Modern. Iniciarà la divulgació i l'ensenyament d'aquest art a penes conegut, no solament a l'Uruguai sinó a l'Argentina, Brasil i Xile. Allà realitzà el Monument còsmic i el donà al Museu Nacional d'Arts Plàstiques i Visuals del parc Rodó. Una monumental obra amb blocs de granit rosat –material petri característic de la zona. També crea el mural La Maternitat per a l'edifici del Sindicat Mèdic i set grans murals per al pavelló Martirene de l'Hospital Saint Bois, possiblement pensant en el seu amic Mondrian, que acabava de morir. Dos d'ells en blanc i negre, i cinc en colors primaris. Aquest projecte es va fer en col·laboració amb els seus disciples del Taller Torres García de Montevideo. El Taller inclou artistes com Julio Uruguay Alpuy, Sergio de Castro, Gonzalo Fonseca, José Gurvich, Alceu Ribeiro, i els fills de Torres García, Horacio i Augusto Torres.
Va morir a Montevideo el 8 d'agost de 1949.

## Obra

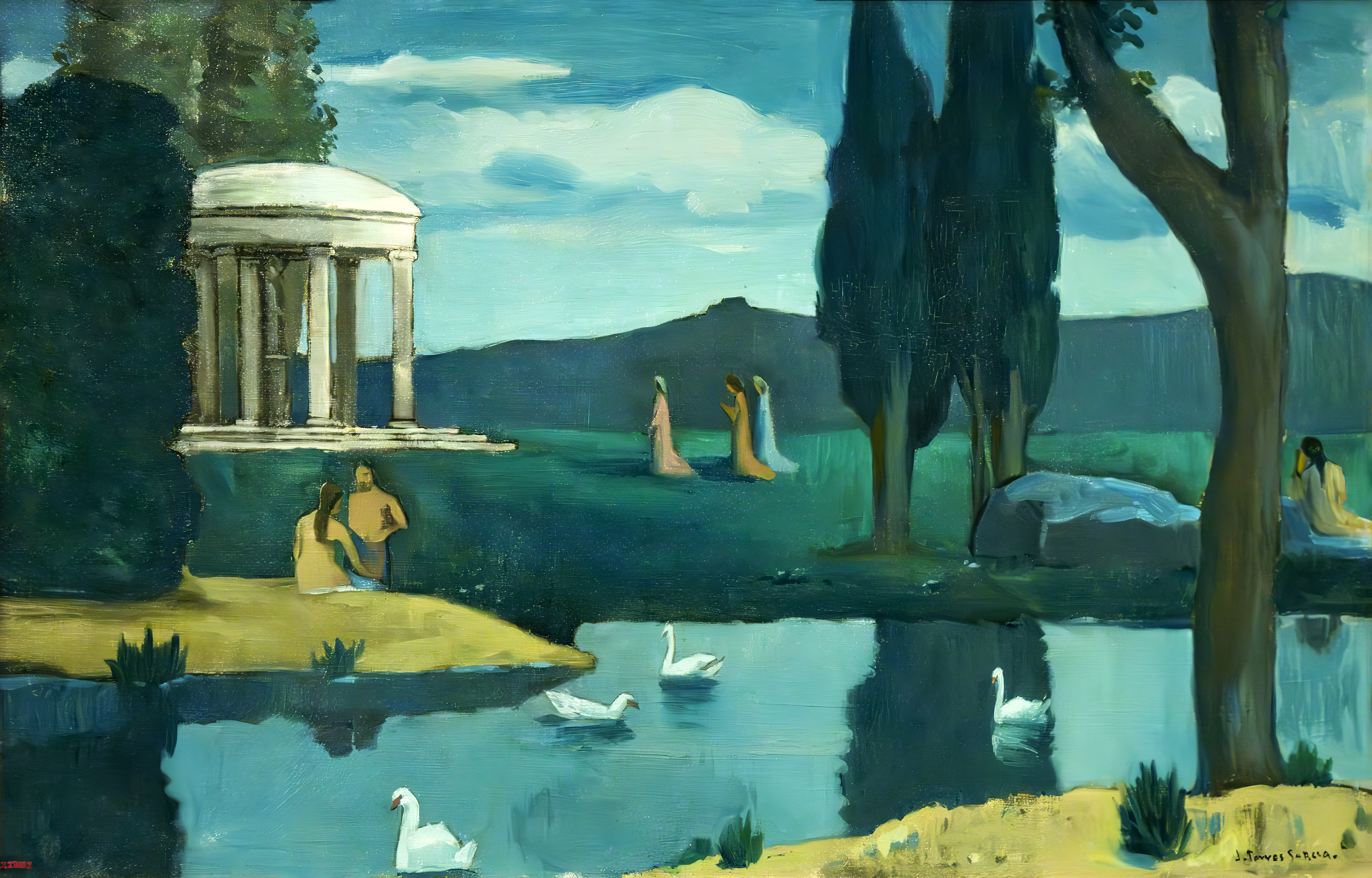
Temple a les nimfes (ca. 1901-1911), obra de l'etapa noucentista exposada al Museu Nacional d'Art de Catalunya.

Fou un dels primers impulsors de l'ideari del noucentisme, juntament amb intel·lectuals com l'escriptor, filòsof i periodista Eugeni d'Ors, el poeta Josep Carner, el poeta i polític Jaume Bofill i Mates, l'arquitecte i poeta Josep Pijoan i d'altres pintors com Francesc d'Assís Galí, Xavier Nogués i Feliu Elias. Tots ells anhelaven regenerar la cultura catalana. La seva obra és una evolució constant de tendències, del modernisme al cubisme i d'aquest al futurisme, passant pel Vibracionisme.
Com a escultor, en destaquen les seves joguines de fusta, que començà a realitzar a partir de 1918 per als seus fills. D'aquestes, en destaca Home i ocell.
Una setantena de les seves obres, entre elles set murals es van cremar el l'incendi, en 978 del Museu d'Art Modern de Rio de Janeiro, part de la col·lecció que va ser demanada en préstec al museu de belles arts de l'Uruguai.

### Sala de Joaquim Torres-Garcia
La Sala de Joaquim Torres-Garcia al Palau de la Generalitat de Catalunya acull les pintures al fresc traspassades que Torres i Garcia va pintar a les parets del Saló de Sant Jordi els anys 1912-1916, per encàrrec del president de la Diputació i després de la Mancomunitat de Catalunya, Enric Prat de la Riba.
Durant la creació d'aquests frescos i, possiblement, influenciat per la inhabilitat dels seus contemporanis a percebre el seu art com a modern per causa de la temàtica representada, va evolucionar en la seva expressió. L'artista denominarà el moment Art Evolució i reiteradament ho publicarà com a manifest en els avançats Un Enemic del Poble i Arc Voltaic, editats pel seu amic, el poeta català Joan Salvat-Papasseit. Un art que amalgamava classicisme, cubisme, futurisme, suprematisme i dadà, i com ho suggereixen els seus assajos sobre plasticisme i plasticisme biològic, un pas paral·lel al neoplasticisme holandès de De Stijl. Moment que s'estén almenys des de 1914/1915 amb la creació del seu quart fresc Lo temporal no és més que un símbol i la superfície plana en blau mediterrani que ocupa gairebé la meitat de la composició de més de 18 metres d'alçària.
Després de la defunció d'Enric Prat de la Riba, el seu mecenes, s'intentarà destruir el símbol del seu anterior govern, un superb exemple de classicisme modern, els monumentals murals que Torres-García va crear per al Palau de la Generalitat, sobre els quals van ser escrits més de cinquanta articles a la premsa en la inauguració del seu primer fresc. Com ho va deixar establert el crític d'art nord-americà Robbins: 
| «                      | S'havia convertit en l'art català, no podia haver-hi idees que no fossin atribuïdes a la seva persona… | » |
| — Daniel Robbins, 1970 | |   |

Després de la mort de Prat de la Riba el 1917 -vaga general, atemptats, inflació incontenible, revoltes civils-, les avantguardes atretes durant la Gran Guerra marxaran de Catalunya. Es dissoldrà la Mancomunitat, els centres catalanistes i les comissions de cultura. Els frescos de Torres i el projecte del Saló Sant Jordi, símbol icònic de l'anterior govern, primer seran interromputs, després amenaçats per Joan Vallès i Pujals, nou president de la Diputació, i finalment “destruïts” (coberts amb altres pintures). Recuperats el 1966, són actualment exhibits en una altra sala del Palau anomenada Sala Torres-García.

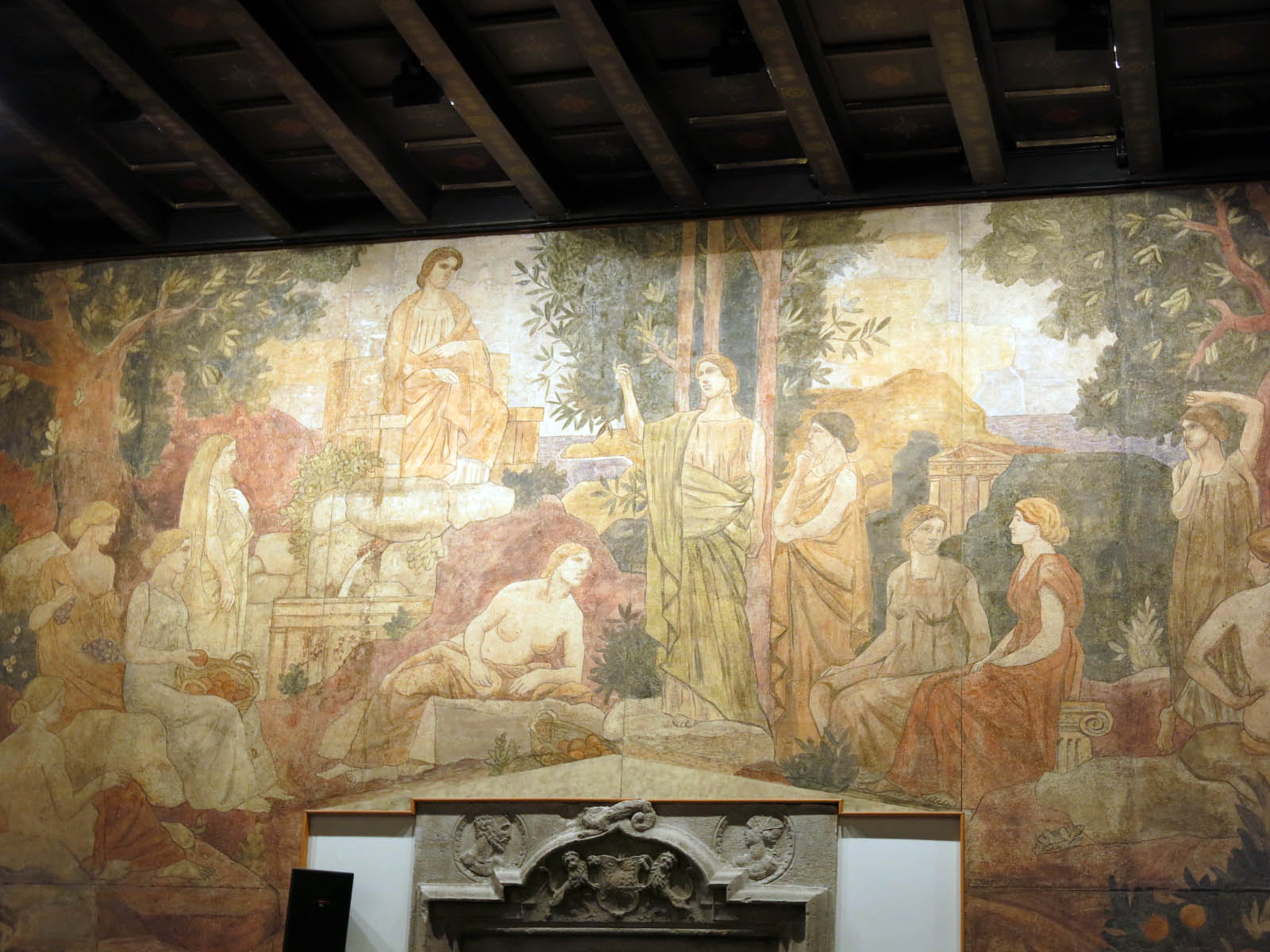
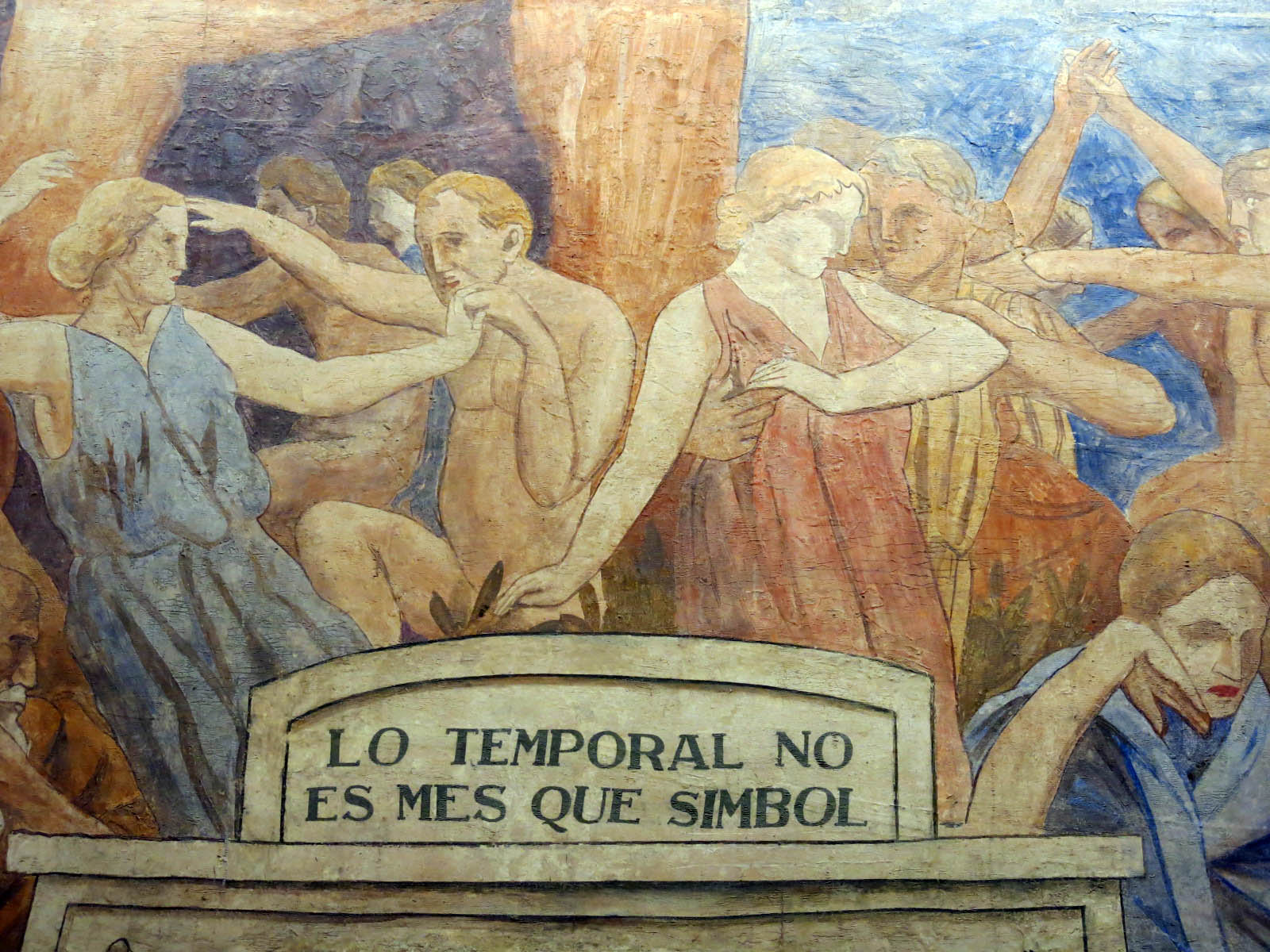
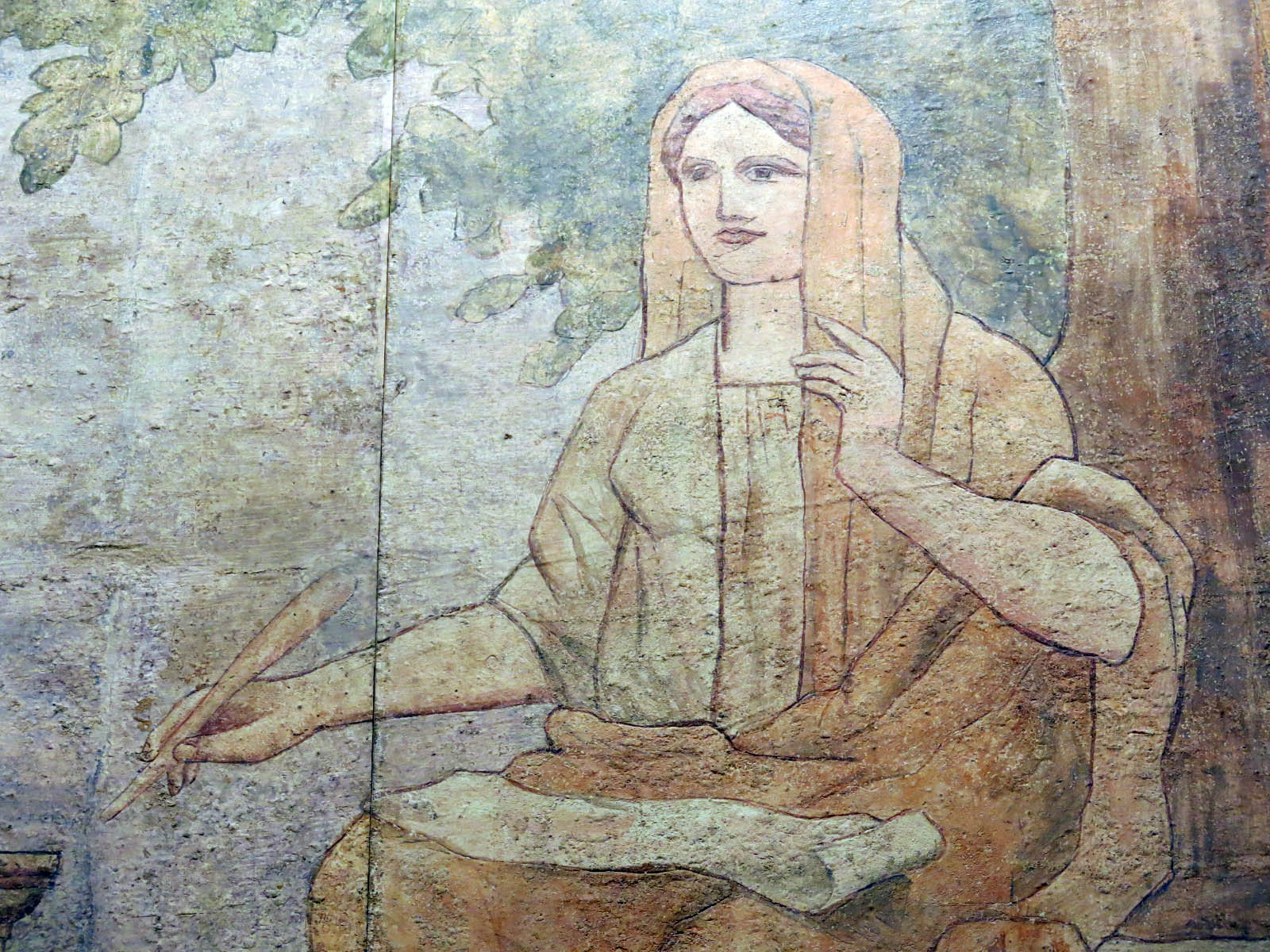
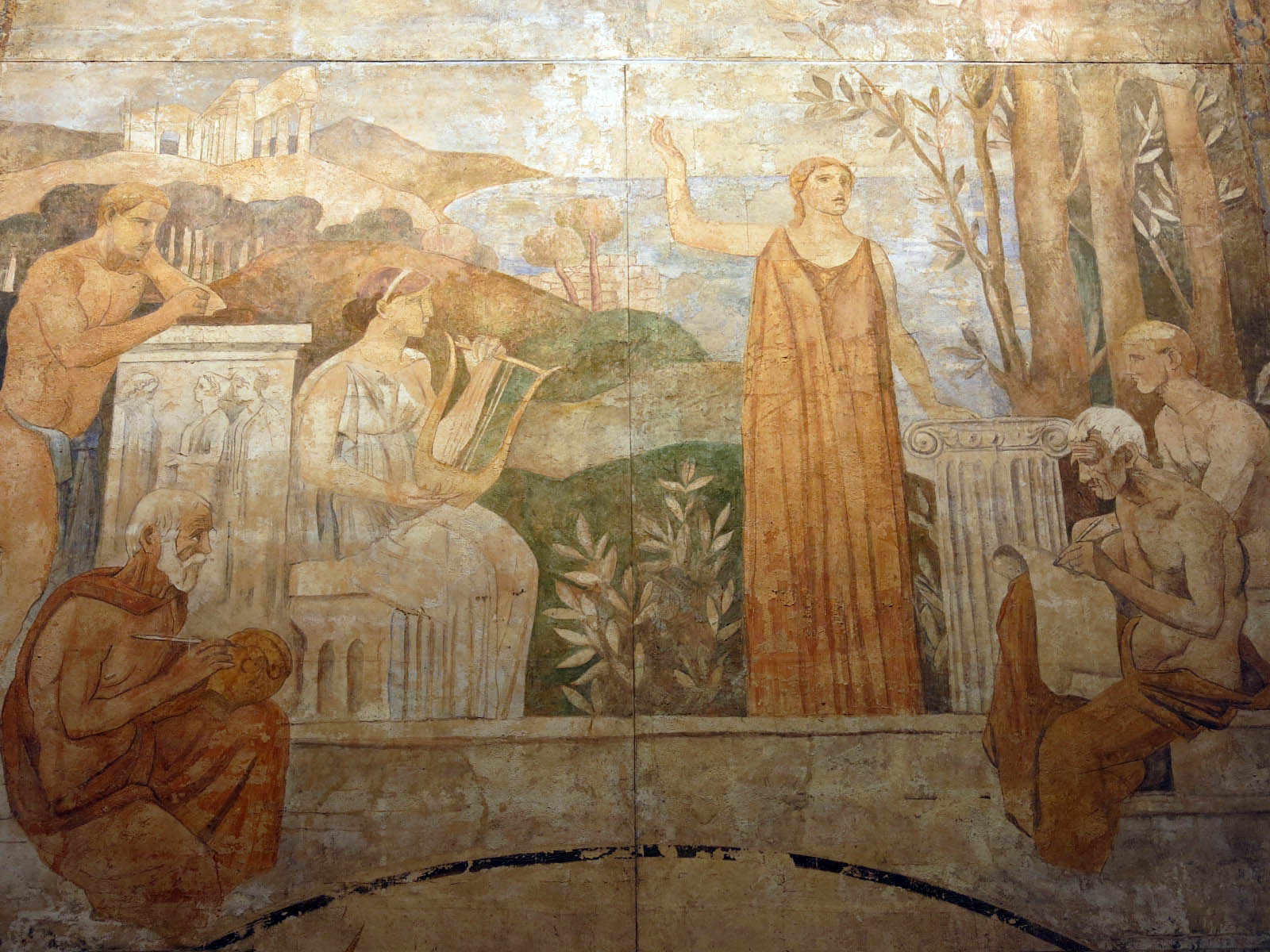
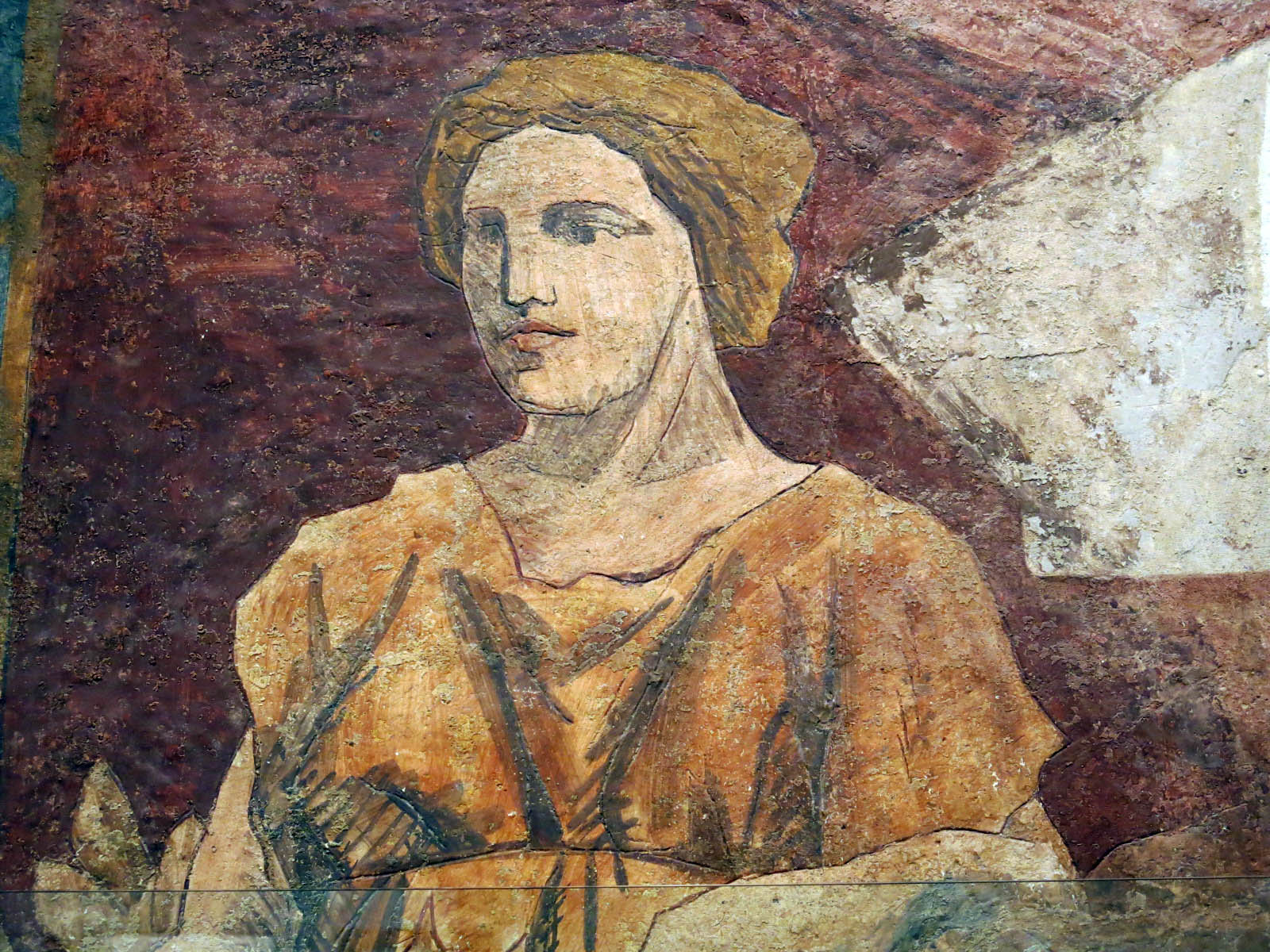
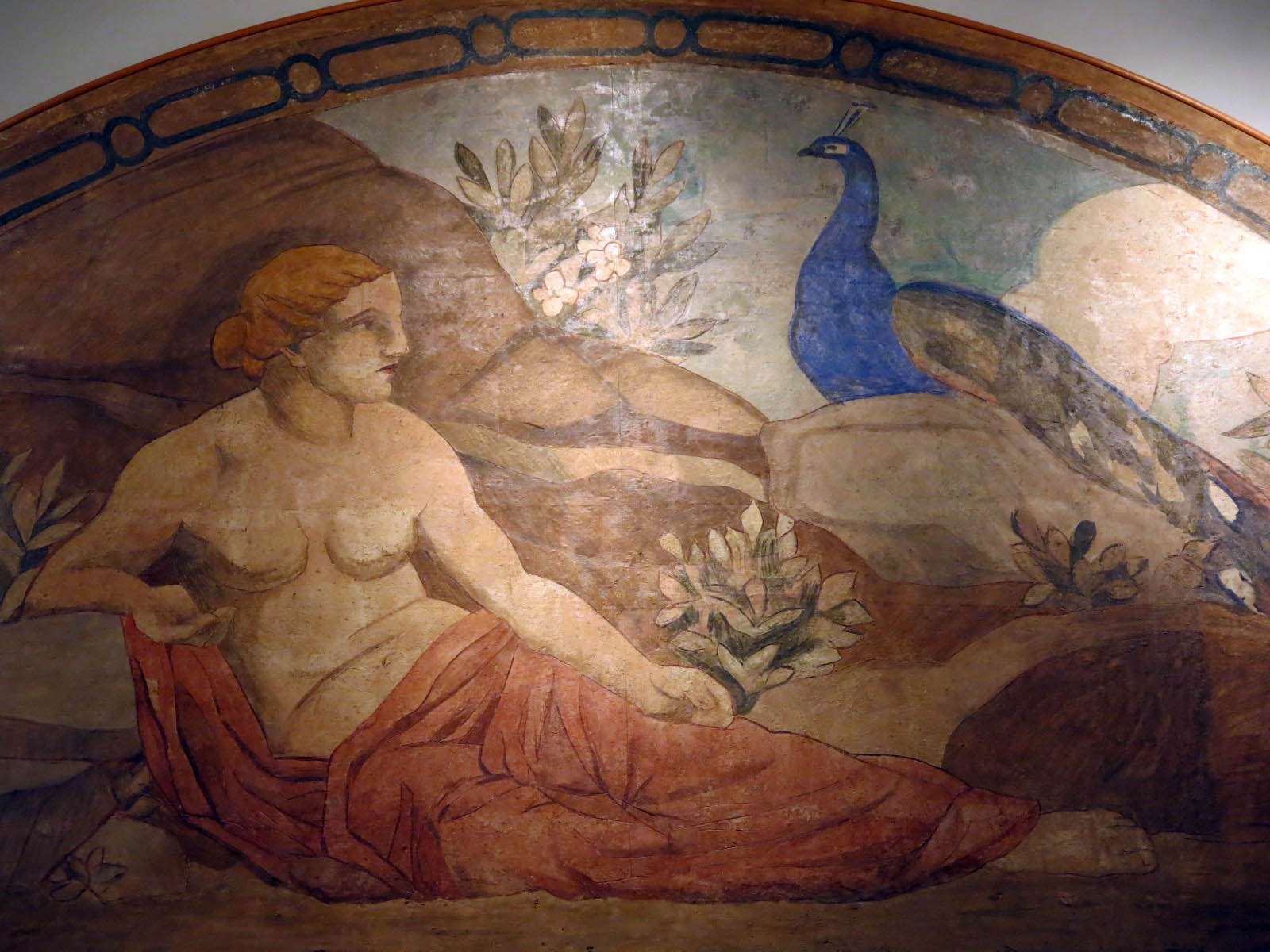

#### Poemes en ondes hertzianes
Il·lustració del poema Passeig, que Joan Salvat-Papasseit va dedicar al pintor.

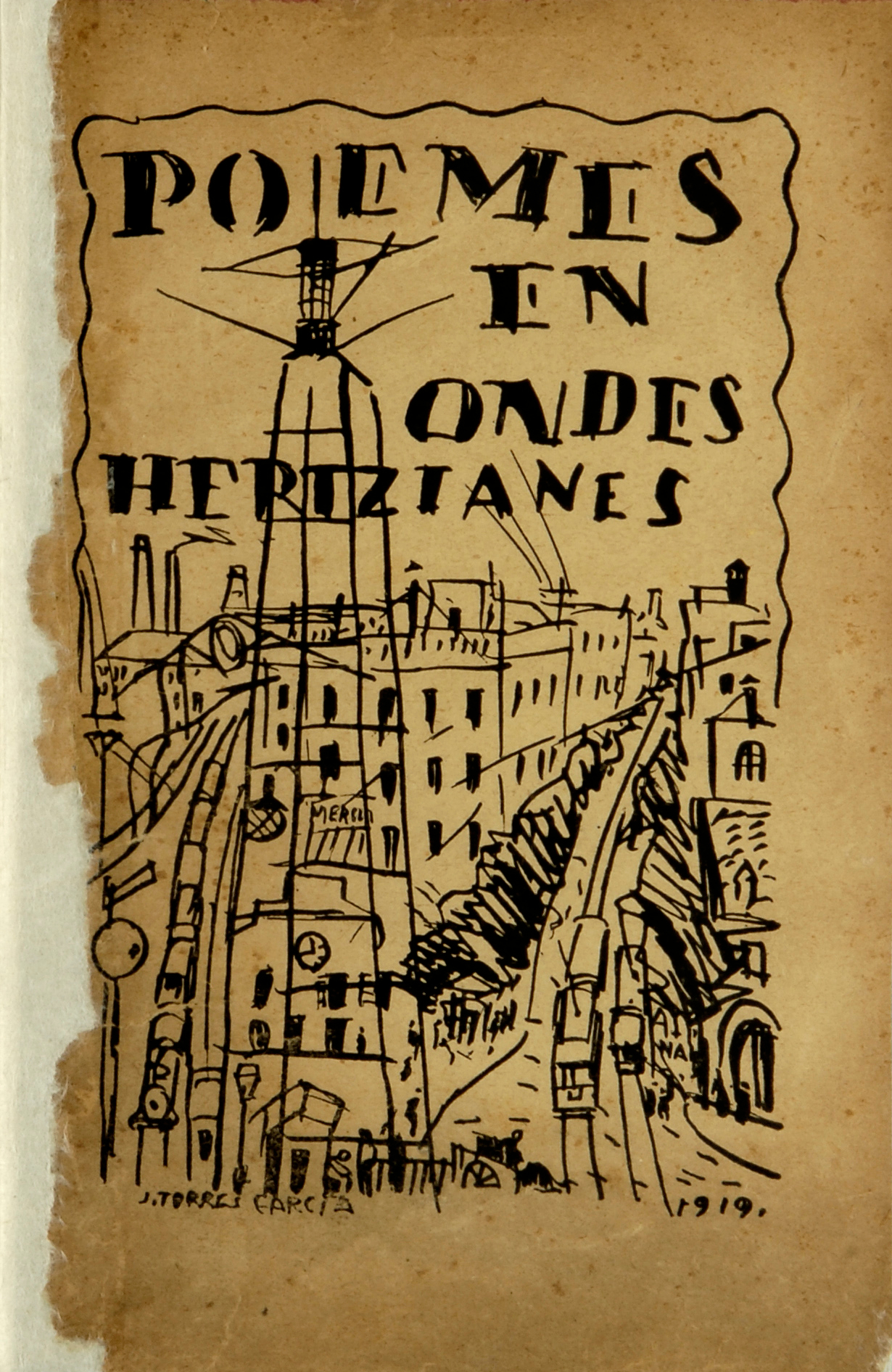
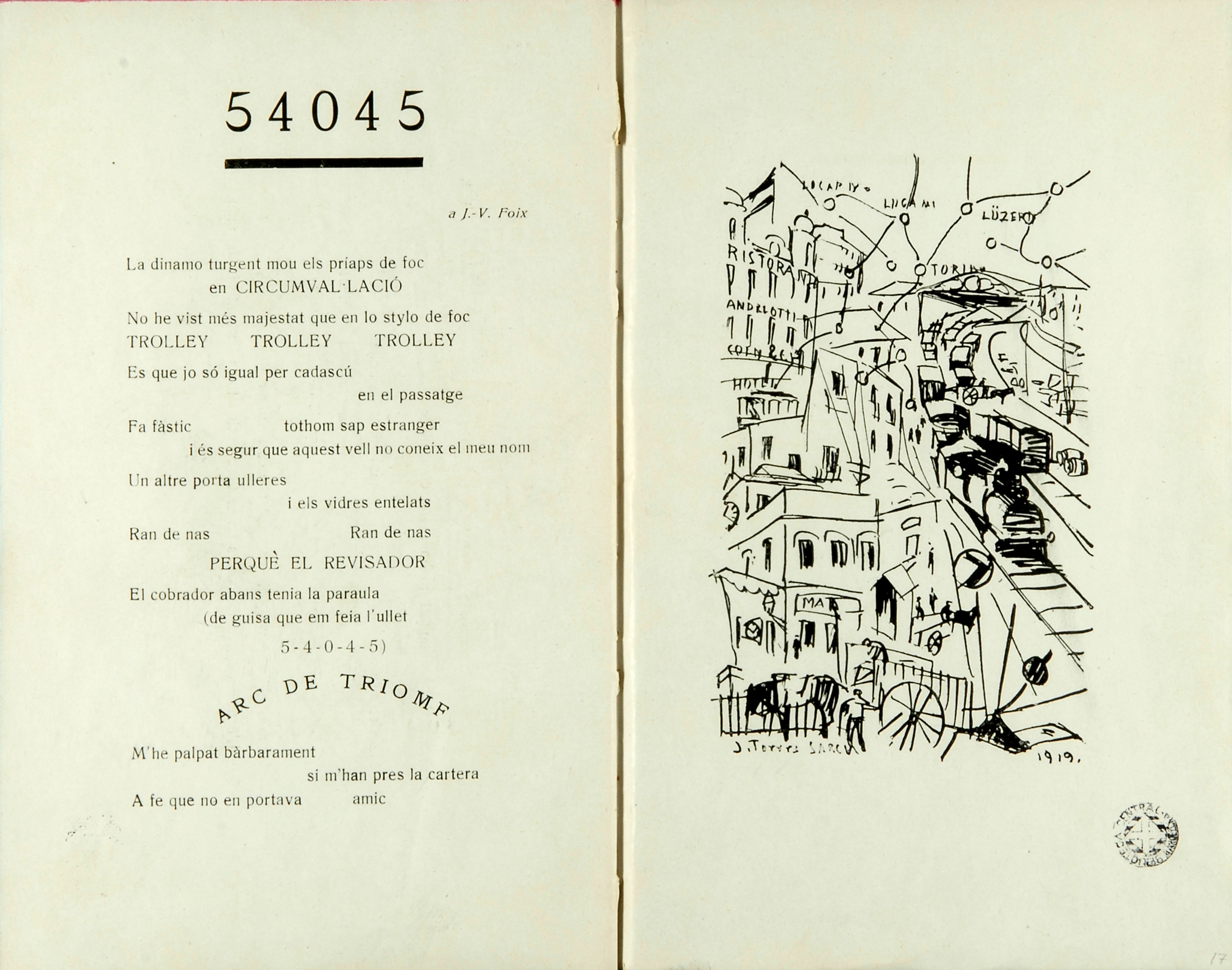
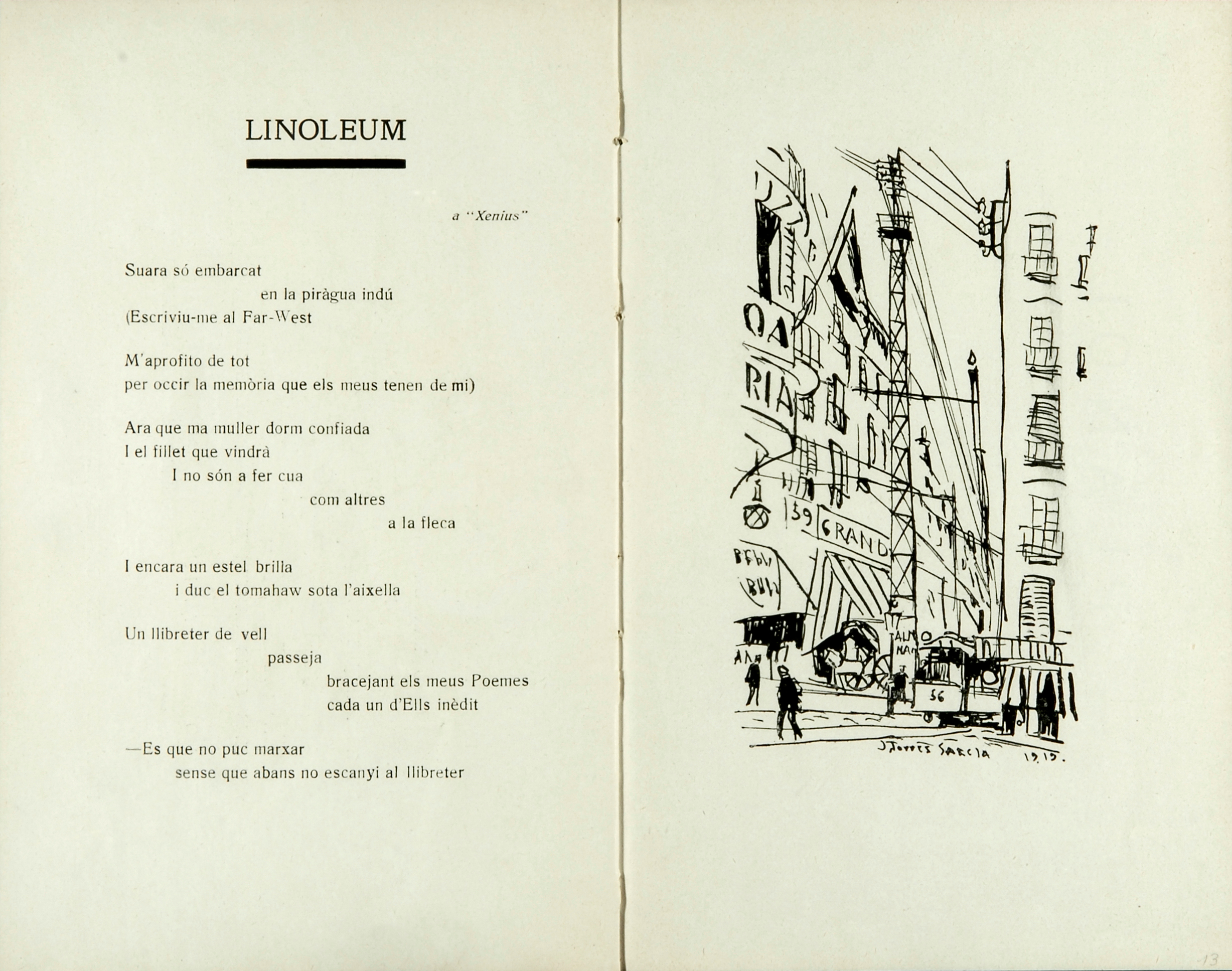
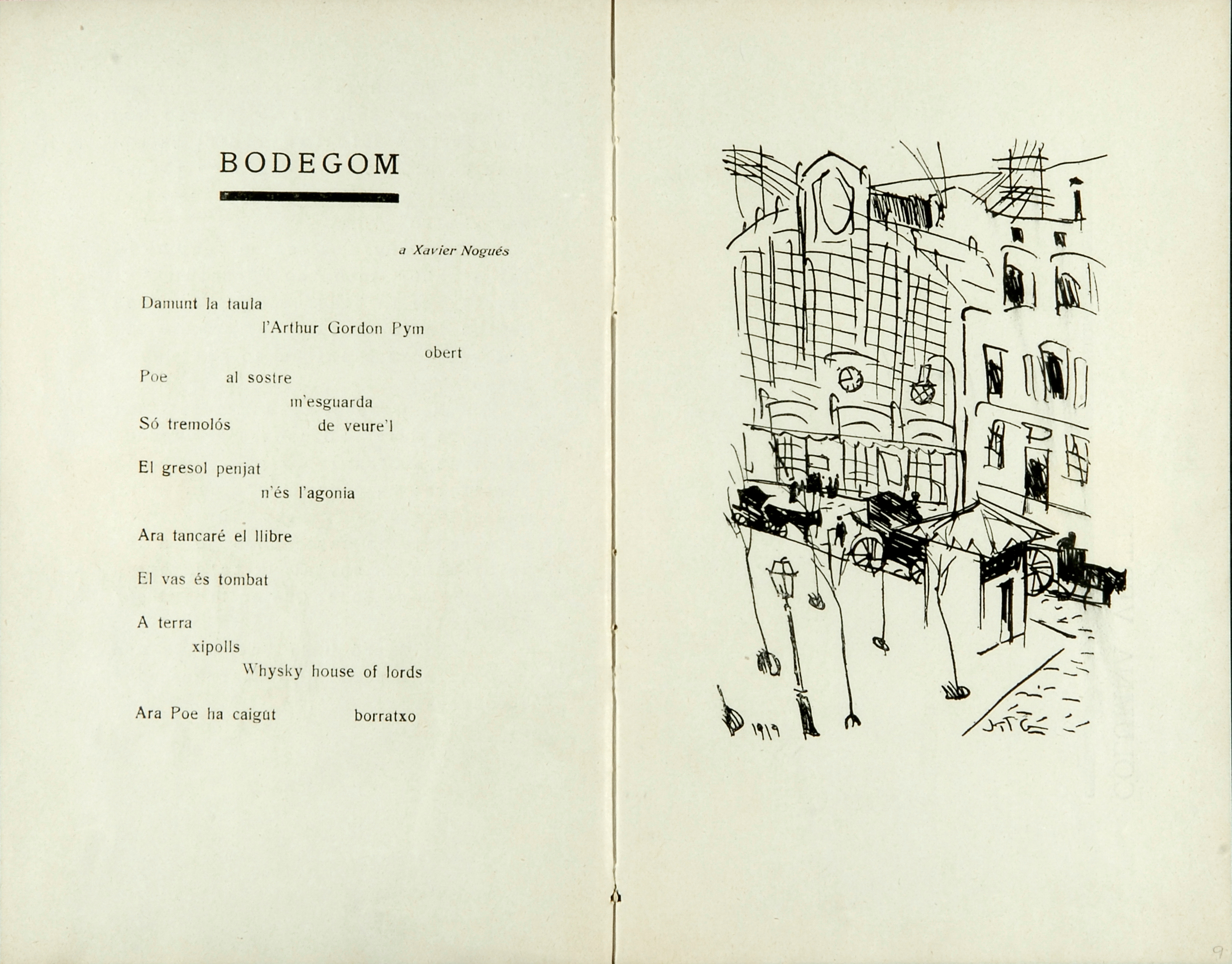
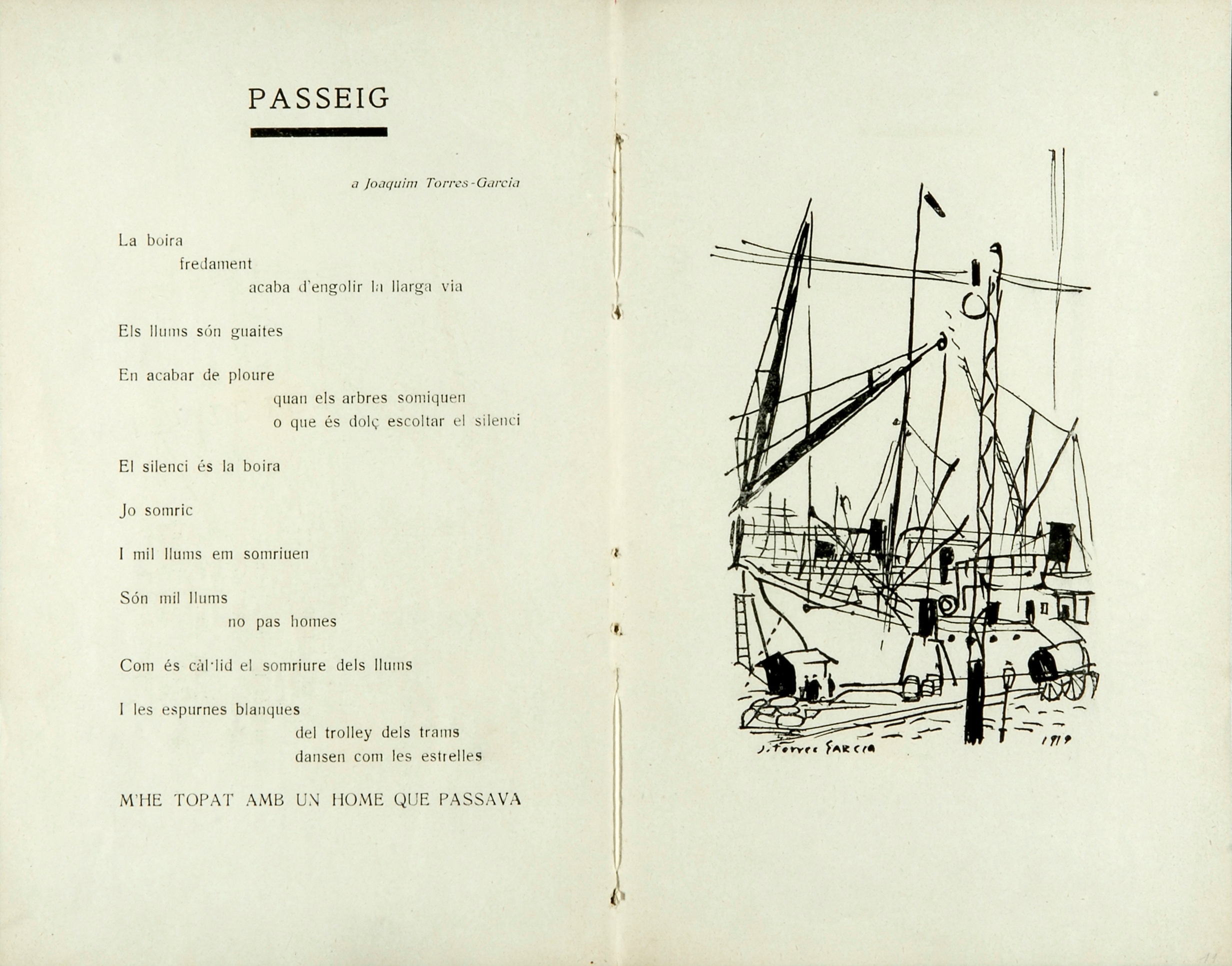
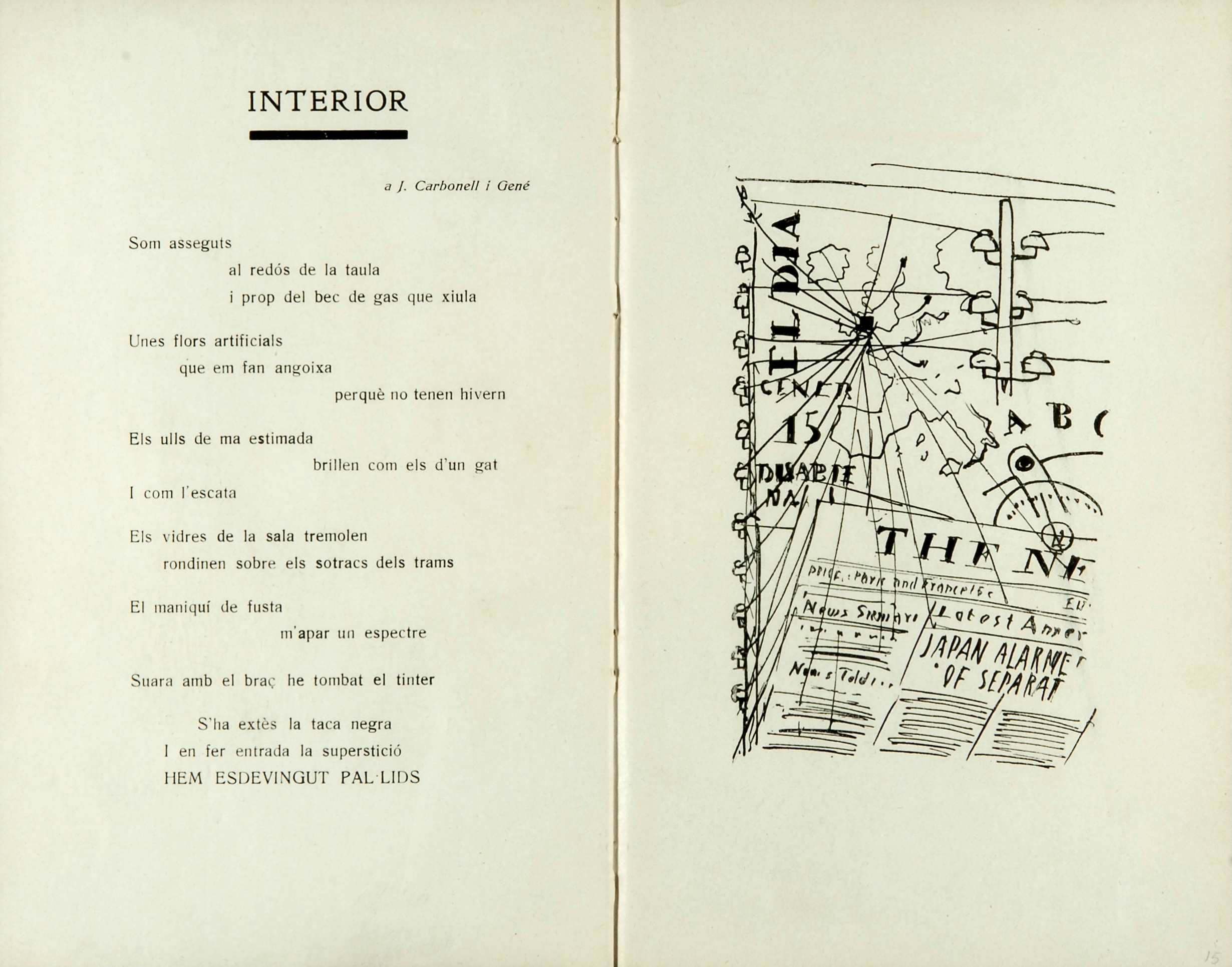

## Publicacions
A París, Torres-García escriurà almenys 30 llibres i/o manuscrits, molts d'ells inèdits. Constantment exposarà la seva obra, publicarà els seus textos, i en tots els periòdics del moment sortiran crítiques sobre el seu art. Són remarcables els seus llibres Universalismo constructivo (1944), La recuperación del Objeto (1952) i la seva interessant biografia Historia de mi vida (1939).
El seu assaig Reflexions sobre arquitectura dona suport a l'arquitectura avantguardista com a quelcom irreversible; també diferencia l'art nòrdic del mediterrani.
- Augusta et Augusta, Barcelona, Universitat Catalana, 1904
- Dibujo educativo en el colegio Mont D'Or, Barcelona, 1907
- Notes sobre Art, Barcelona, 1913
- Diàlegs, 1914
- Descubrimiento de sí mismo, 1914
- Consells als artistes, Barcelona, Un enemic del poble, 1917
- Em digué tot això, Barcelona, La Revista, 1917
- D'altra orbita, Barcelona, Un enemic del poble, 1917
- Devem Caminar, Barcelona, Un enemic del poble, 1917
- Art-Evolució, Barcelona, Un enemic del poble, 1917[14]
- El Públic i les noves tendéncies d'art, Barcelona, Velli nou, 1918
- Plasticisme, Barcelona, Un Enemic del poble, 1918
- Natura i Art, Barcelona, Un Enemic del poble, 1918
- L'Art amb relació a l'home etern i l'home que passa, Sitges, Imprenta El eco de Sitges. 1919
- La Regeneració de si mateix, Barcelona, Salvat Papasseit Editor, 1919
- Foi, París, 1930
- Ce que je sais, et ce que je fais par moi-même, Losones, Suiza, 1930
- Pére soleil, París, Fundación Torres García, 1931
- Raison et nature, Ediciones Imán, París, 1932
- Estructura, Montevideo, 1935
- De la tradición andina: Arte precolombino, Montevideo, Círculo y cuadrado, 1936
- Manifiesto 2: Constructivo 100%, Montevideo, Asociación de Arte Constructivo, 1938
- La tradición del hombre abstracto (Doctrina constructivista). Montevideo, 1938
- Historia de mi vida. Montevideo, 1939
- Metafísica de la prehistoria indoamericana, Montevideo, Asociación de Arte Constructivo, 1939
- Manifiesto 3, Montevideo, Asociación de Arte Constructivo, 1940
- La ciudad sin nombre. Montevideo, Uruguay, Asociación de Arte Constructivo, 1942
- Universalismo Constructivo, Montevideo, 1944
- Con respecto a una futura creación literaria y dos poemas, Divertimento 1 y Divertimento 11, Montevideo, Revista Arturo, 1944
- La decoración mural del pabellón Martirené de la colonia Saint Bois. Pinturas murales del pabellón hospital J.J. Martirené de la colonia Saint Bois (ambEsther de Cáceres, Carmelo de Arzadum, Alfredo Cáceres, Pablo Purriel, Juan R. Menchaca, i Guido Castillo). Montevideo, Gráficas Sur, 1944
- En defensa de las expresiones modernas del arte, Montevideo, 1944
- Nueva escuela de arte de Uruguay. Montevideo, Asociación de Arte Constructivo, 1946
- La regla abstracta. Montevideo, Asociación de Arte Constructivo, 1946
- Mística de la pintura, Montevideo, 1947
- Lo aparente y lo concreto en el arte, Montevideo, 1948
- La recuperación del objeto, Montevideo, 1948

## Llegat

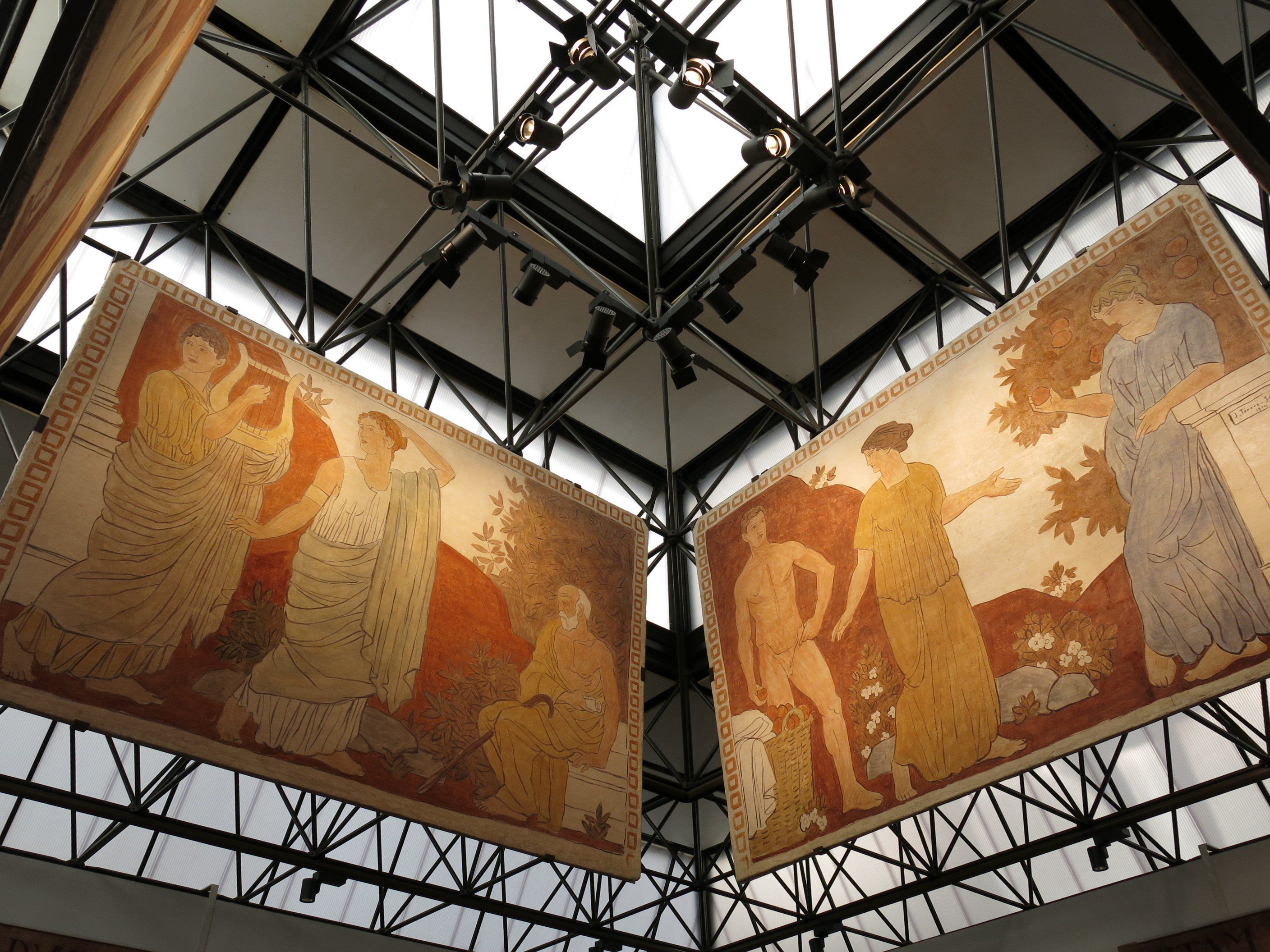
Murals de Mon Repòs, exposats de forma permanent al Centre Cultural Terrassa

El 1949 la seva vídua, l'artista barcelonina Manolita Piña i Rubíes fundà el Museu Torres García, a Montevideo, on hi ha una àmplia col·lecció de pintures i obres de Torres-Garcia.
Entre el 2010 i el 2011 el Museu Nacional d'Art de Catalunya va disposar d'una sala a la seva col·lecció permanent dedicada íntegrament a l'artista, on s'exposaren obres provinents d'una donació dels hereus de Torres-Garcia i les obres que ja tenia el museu.